# نقره

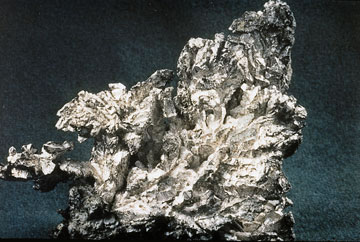
یک قطعه فلز نقره

نقره یا سیم یک عنصر شیمیایی با علامت Ag است. نقره فلزی نرم، سفیدرنگ، براق و جذاب است، که در بین تمام عناصر، از نظر میزان رسانایی الکتریکی رتبه اول را دارد و در بین تمام فلزات بیشترین میزان رسانایی گرمایی را دارد. نقره در طبیعت به صورت خالص و به صورت آلیاژ طبیعی همراه با طلا و دیگر فلزات و همچنین در برخی سنگ‌های معدنی نیز یافت می‌شود. بیشترین تولید نقره جهان به عنوان محصول جانبی از استخراج مس، نیکل، سرب و روی به دست می‌آید.
نقره یکی از فلزات گران‌بها به‌شمار می‌رود و بیشتر کاربردهای آن نیز ناشی از قابلیت‌های آن به عنوان یک فلز گران‌بها و همچنین قابلیت رسانایی بالای آن است. در سال‌های اخیر بیشترین مصرف نقره به ترتیب در بخش صنعت (به ویژه صنایع الکترونیک)، ساخت جواهرات و لوازم تزئینی، تولید سکه و مدال، عکاسی و ساخت ظروف و لوازم غذاخوری بوده است. از دیگر کاربردهای نقره می‌توان به ساخت آینه و دوربین، به عنوان کاتالیزور فرایندهای شیمیایی، ملغمه پرکردن دندان و ساخت برخی سازهای موسیقی اشاره کرد. ضمن اینکه سکه‌ها و شمش‌های نقره برای سرمایه‌گذاری و به عنوان پناه امن سرمایه به‌کار می‌روند، زیرا نقره در اکثر مواقع رشد بهتری نسبت به طلا داشته است و سرمایه‌گذاری در شمش نقره توسط کارشناسان توصیه می‌شود، همچنین نقره به دلیل اکسید نشدن شرایط نگهداری بسیار آسانی دارد.
تولید جهانی نقره در سال ۲۰۱۰ بیش از ۲۲ هزار تن بوده که بیشتر از ۵ برابر تولید طلاست. بهای این فلز هم در ماه مارس ۲۰۲۰ بیش از ۱۹ دلار برای هر اونس معادل بیش از ۲ میلیون تومان برای هر کیلوگرم بوده است که تقریباً یک هفتادم بهای طلاست. در طول یکصد سال اخیر قیمت نقره از یک پانزدهم تا یک صدم قیمت طلا متغیر بوده است.
مکزیک با ۴۵۰۰ تن بزرگ‌ترین تولیدکننده نقره جهان است و پرو و چین با اختلاف کمی پس از آن قرار می‌گیرند. در سال ۲۰۱۰ استرالیا، شیلی، بولیوی، آمریکا، لهستان، روسیه و آرژانتین به ترتیب در رتبه‌های چهارم تا دهم تولید نقره قرار دارند.

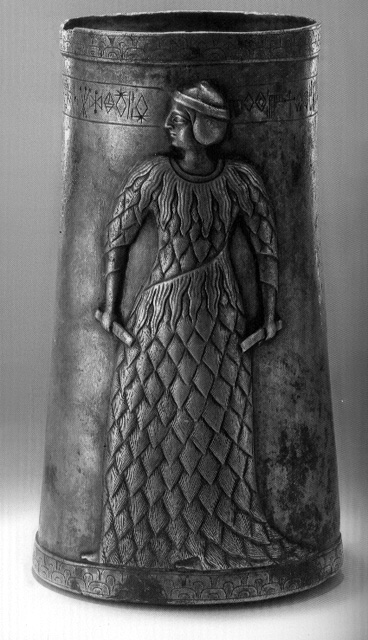
جام نقره زن ایلامی

## نام
در گذشته از واژه سیم برای نامیدن این فلز استفاده می‌شد. سیم از واژه پارسی میانه asêm گرفته شده است. نام لاتین این فلز argentum است که از ریشه هندواروپایی arg- به معنی خاکستری یا درخشان می‌آید.

## خواص

نحوه قرار گرفتن الکترون‌ها در نقره

نقره عنصری است فلزی با عدد اتمی ۴۷ در گروهIb و در دوره چهارم جدول تناوبی جای دارد. جرم اتمی ۱۰۷٫۸۶۸٬ظرفیت ۱ دارای دو ایزوتوپ پایدار است.

## عیار
عیار ۷۵۰، ۸۵۰، ۹۰۰، ۹۲۵، ۹۵۰، ۹۵۸ و ۹۹۰ از جمله عیارهای مرسوم نقره است که معروف‌ترین آن‌ها ۹۲۵ است که به آن نقره استرلینگ می‌گویند. نقره ۹۹۹ خالص‌ترین نوع نقره است که به دلیل نرمی زیاد قابل استفاده در زیورآلات نیست.

## معادن نقره
- **معدن اسکوبال (Saucito)** – مکزیک
- **معدن فراسنیلو (Fresnillo)** – مکزیک
- **معدن سان خوسه (San Jose)** – آرژانتین
- **معدن دوکات (Dukat)** – روسیه
- **معدن پالماسالا (Penasquito)** – مکزیک
- **معدن سرو نگرو (Cerro Negro)** – آرژانتین
- **معدن گرینز کریک (Greens Creek)** – ایالات متحده (آلاسکا)
- **معدن بولیدن (Garpenberg)** – سوئد
- **معدن لاس چیسپاس (Las Chispas)** – مکزیک
- **معدن چورون (Churquini)** – بولیوی

## تولید و ارزش
بیشتر نقره دنیا از معادن سنگ‌های مس، نیکل، سرب و روی در کشورهایی چون مکزیک، پرو، چین، استرالیا، شیلی و بولیوی به دست می‌آید. تولید جهانی نقره در سال ۲۰۱۰ بیش از ۲۲ هزار تن (۷۳۵٫۹ میلیون اونس تروا) بوده که بیشتر از ۵ برابر تولید طلاست و افزایش ۲٫۵ درصدی را نسبت به سال قبل نشان می‌دهد. اما کل عرضه نقره در دنیا ۱۰۵۶ میلیون اونس بوده که بقیه آن به بازیافت نقره (حدود ۲۱۵ میلیون اونس) و فروش نقره توسط دولت‌ها و افراد مربوط می‌شود.
بهای نقره در ماه مارس ۲۰۱۴ بیش از ۲۱ دلار برای هر اونس تروا معادل بیش از ۲ میلیون تومان برای هر کیلوگرم بوده است که تقریباً یک پنجاه‌وهشتم قیمت طلاست. در طول یکصد سال اخیر قیمت نقره از یک پانزدهم تا یک صدم طلا متغیر بوده است.
نقره نیز همانند دیگر فلزات گران‌بها به دلیل عرضه و تقاضاهای مربوط به سرمایه‌گذاری نوسانات شدید را تجربه کرده است. قیمت نقره در اوایل دهه ۱۹۷۰ کمتر از دو دلار برای هر اونس بود اما در سال ۱۹۸۰ تا ۴۹٫۹۵ دلار برای هر اونس رشد کرد. سپس به کمتر از ۱۰ دلار کاهش یافته و در طول دهه ۱۹۹۰ عمدتاً در قیمت ۴ تا ۶ دلار معامله می‌شد. در سال ۲۰۰۷ قیمت نقره پس از حدود دو دهه دوباره دورقمی شد و در سال‌های پس از آن با یک رشد سریع تا قیمت ۴۹٫۷۶ دلار در آوریل ۲۰۱۱ افزایش یافت. از سال ۲۰۱۲ قیمت نقره دوباره کاهش یافت و میانگین قیمت آن در سال ۲۰۱۳ به ۲۳٫۷۹ دلار رسیده و در مارس ۲۰۱۴ بیش از ۲۱ دلار برای هر اونس معامله می‌شود.

## کاربردها

تولید نقره از سال ۱۸۸۰ تاکنون

بیشتر کاربردهای نقره به قابلیت‌های آن به عنوان یک فلز گران‌بها و همچنین توانایی رسانایی الکتریکی و گرمایی فوق‌العادهٔ آن مربوط می‌شود. بیشترین کاربرد نقره در صنعت به ویژه صنایع الکترونیک است. مصرف نقره در صنعت رو به افزایش است و در سال ۲۰۱۰ با ۲۰٬۷ درصد افزایش نسبت به سال قبل به ۴۸۷ میلیون اونس تروآ رسیده و انتظار می‌رود در سال ۲۰۱۱ هم افزایش داشته و رکورد ۴۹۱ میلیون اونس سال ۲۰۰۸ را بشکند.
همچنین مصرف نقره در ساخت جواهرات در ده سال اخیر بین ۱۵۸ تا ۱۷۴ میلیون اونس (۲۰۰۱) متغیر بوده است. فلز نقره مرسوم در جواهرسازی نقره استرلینگ نام دارد و آلیاژی از ۹۲٫۵ درصد نقره و ۷٫۵ درصد مس است. مصرف این فلز برای ضرب سکه و مدال هم رو به افزایش است و به ۱۰۱ میلیون اونس در سال ۲۰۱۰ رسیده است.
در بازار سرمایه‌گذاری هم با توجه به روند رو به رشد قیمت این فلز میزان نقره خریداری شده توسط سرمایه‌گذاران ۱۷۸ میلیون اونس بیشتر از نقره‌های فروخته شده آن‌ها بوده است و تولیدکنندگان نقره برای پاسخ به این تقاضا حدود ۶۱ میلیون اونس از تولیدات انبار شده سال‌های گذشته خود را هم به فروش رسانده‌اند.
مصرف نقره در عکاسی در گذشته یکی از کاربردهای عمده این فلز را تشکیل می‌داد اما با ورود سیستم دیجیتال عکاسی در سال‌های اخیر کاهش چشمگیری داشته است. در سال ۱۹۹۸ حدود ۳۱ درصد عرضه نقره جهان در صنعت عکاسی مصرف شد اما این رقم در سال ۲۰۰۷ به ۱۴٫۵ درصد و در سال ۲۰۱۰ به حدود ۷ درصد معادل ۷۳ میلیون اونس کاهش یافته است. استفاده از نقره در عکاسی به صورت نیترات نقره و هالیدهای نقره است. دیگر کاهش چشمگیر مصرف نقره هم در بخش ظروف و لوازم غذاخوری بوده که در طول نه سال اخیر به کمتر از نصف کاهش پیدا کرده و از ۱۰۶ میلیون اونس در سال ۲۰۰۱ به ۵۰ میلیون اونس (کمتر از ۵ درصد) رسیده است، این کاهش هم بیشتر به کاهش تقاضا در هندوستان مربوط می‌شود.
نقره همچنین به عنوان کاتالیزور فرایندهای شیمیایی نیز استفاده شده و در ساخت برخی ابزارهای جراحی نیز کاربرد دارد. ملغمه‌هایی (آمالگام) که در دندان‌پزشکی برای پر کردن دندان از آن‌ها استفاده می‌شود هم معمولاً ترکیبی از نقره و فلزهای دیگری همچون قلع و طلا با جیوه هستند. نقره در ساخت برخی سازهای بادی باکیفیت به ویژه فلوت‌ها، تولید آلیاژهای لحیم‌کاری و همچنین در راکتورهای هسته‌ای نیز کاربرد دارد.
آینه‌های معمولی با پوشاندن شیشه با لایه‌ای از آلومینیوم یا جیوه تولید می‌شوند اما آینه‌هایی که قدرت انعکاس بالایی دارند معمولاً با لایه‌ای از نقره در پشت آن‌ها ساخته می‌شوند.
در سال ۲۰۱۰ مصرف نقره در بخش صنعت ۴۸۷ میلیون اونس، در جواهرسازی ۱۶۷ میلیون اونس، در سکه و مدال ۱۰۱ میلیون اونس، در عکاسی ۷۳ میلیون اونس، و در ظروف و لوازم غذاخوری ۵۰ میلیون اونس بوده است. در این سال مکزیک با ۱۲۸٫۶ میلیون اونس تولید پرو را پشت سر گذاشته و بزرگ‌ترین تولیدکننده نقره جهان شد. پرو با ۱۱۶٫۱ و چین با ۹۹٫۲ میلیون تن در رتبه‌های بعدی و استرالیا با ۵۹٫۹ میلیون تن در رتبه چهارم قرار گرفتند. شیلی، بولیوی، آمریکا، لهستان، روسیه و آرژانتین هم در رتبه‌های پنجم تا دهم تولید قرار دارند و ایران با ۳٫۴ میلیون اونس تولید در رتبه نوزدهم دنیا قرار دارد.

## شمش نقره
در علم متالوژی به یک میله یا صفحه ای فلزی که از جنس نقره می‌باشد و معمولاً با عیار ۹۹۹ ساخته و روانه بازار شده است شمش نقره می‌گویند. این فلز گران بها در طبیعت یافت می‌شود و بعد از طلا رتبه دوم را به خود اختصاص داده است. ویژگی‌های نقره شامل براقیت، نرمی و نیز رنگ سفید آن است که در طبیعت هم به صورت خالص و نیز ترکیبی با فلزات دیگر یافت می‌شود. قالبی به طول کمتر از ۲ متر را شمش می‌گویند و در شرایطی که شمش نقره با سطح مقطع کوچکتر از ۲۲۵ سانتی‌متر قرار می‌گیرد را شمشال می‌گویند. شمش نقره معمولاً در اندازه‌ها و وزن‌های مختلفی تولید می‌شود تا نیازهای مختلف بازار و سرمایه‌گذاران را برآورده کند. وزن شمش‌های نقره می‌تواند از چند گرم تا چند کیلوگرم متغیر باشد. شمش‌های نقره کوچک‌تر، مثلاً ۵۰ گرمی یا ۱۰۰ گرمی، برای خریداران خرد و کسانی که به دنبال سرمایه‌گذاری کوچک‌تر هستند، مناسب‌تر هستند. از سوی دیگر، شمش‌های بزرگ‌تر مانند ۱ کیلوگرمی معمولاً برای سرمایه‌گذاران بزرگ‌تر و کسانی که به دنبال نگهداری مقادیر بیشتری از نقره به عنوان سرمایه‌گذاری بلندمدت هستند، جذابیت بیشتری دارند. انتخاب وزن مناسب بستگی به اهداف سرمایه‌گذاری و بودجه خریدار دارد.

## مشخصات
جامد سفید جلا دار، شکل‌پذیر و نرم و چکش خوار است. در برابر اکسیداسیون مقاوم است اما در هوا وقتی ترکیب‌های گوگردی بر آن اثر بگذارد تیره می‌شود. جرم حجمی ۱۰٫۵۳ ٬نقطه ذوب ۹۶۱، نقطه جوش ۲۲۱۲ رسانایی گرمایی ۱٫۰۱ کالری بر سانتیمتر مکعب در نقطه ذوب به شدت اکسیژن را جذب می‌کند